# Greenup (Kentucky)
Pour les articles homonymes, voir Greenup.
La ville de Greenup est le siège du comté de Greenup, dans l'État du Kentucky, aux États-Unis. Sa population s’élevait à 1 188 habitants lors du recensement de 2010, estimée à 1 153 habitants en 2016.